# Бойцов, Василий Иванович
Васи́лий Ива́нович Бойцо́в (1907, Тверская губерния, Российская империя — 1980, Москва, РСФСР) — советский партийный и государственный деятель. Первый секретарь Орловского областного комитета ВКП(б) (1938—1942). Входил в состав особой тройки НКВД СССР.

## Биография
Член РКП(б) с 1925 г. Образование высшее. Закончил Коммунистический университет имени Я. М. Свердлова. Вся его жизнь была связана с партийной и советской работой.
В 1935 г. окончил Московский химико-технологический институт им. Д. И. Менделеева.
В апреле-июле 1938 г. — первый секретарь Организационного бюро ЦК ВКП(б) по Орловской области, в 1938—1942 гг. — первый секретарь Орловского областного комитета ВКП(б).
Работа на орловщине отмечена вхождением в состав особой тройки:30, созданной по приказу НКВД СССР от 30.07.1937 № 00447 и активным участием в сталинских репрессиях.
В 1943—1946 гг. — председатель исполнительного комитета Ивановского городского Совета. В послевоенные годы работал в Госплане РСФСР.
В марте 1939 г. (XVIII-й съезд ВКП(б) и феврале 1941 г. (XVIII-я конференция ВКП(б) избирался в состав Центральной Ревизионной Комиссии ВКП(б).
Делегат XVIII съезда ВКП(б), Депутат Верховного Совета РСФСР 1-го созыва.